# Herfølge Support
Herfølge Support, også kendt som Hærfuglene, var Herfølge Boldklubs officielle fanklub, som blev stiftet den 7. marts 1994. Fanklubben havde også en række uofficielle fanfraktioner som fx Haven Support og Army Birds. Medlemstallet var på sit højeste med omkring 800 medlemmer, da Herfølge i 1999-2000-sæsonen hjemtog Danmarksmesterskabet. I 2009 gik Herfølge Support sammen med Køge Support om at oprette HB Køges officielle fanklub HB Køge Support, som også er kendt som Svanerne.